# القنب الهندي في الولايات المتحدة

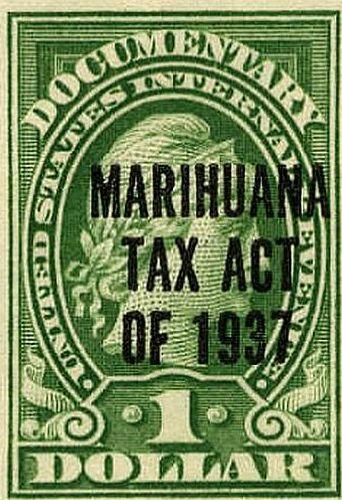
"قانون ضريبة ماريهوانا لعام 1937" طابع إيرادات الماريجوانا بقيمة 1 دولار، إصدار 1937.

القنب الهندي في الولايات المتحدة يعد استخدام وبيع وحيازة القنب بنسبة تزيد عن 0.3٪ من مادة رباعي هيدرو كانابينول في الولايات المتحدة على الرغم من قوانين الولاية غير قانوني بموجب القانون الفيدرالي. باعتباره أحد الأدوية المدرجة في الجدول الأول بموجب قانون المواد الخاضعة للرقابة الفيدرالية لعام 1970، يعتبر القنب الذي يزيد عن 0.3٪ من مادة رباعي هيدرو كانابينول (المصطلح القانوني الماريجوانا) «ليس له استخدام طبي مقبول» ولديه إمكانية عالية للإساءة والاعتماد الجسدي أو النفسي. يعتبر استخدام القنب غير قانوني لأي سبب، باستثناء برامج الأبحاث المعتمدة من إدارة الغذاء والدواء. ومع ذلك فقد سنت الولايات الفيدرالية تشريعات تسمح بالإعفاءات للاستخدامات المختلفة، بشكل رئيسي للاستخدامات الطبية والصناعية ولكن أيضًا الاستخدام الترفيهي.
تم حظر زراعة القنب للاستخدامات الصناعية دون ترخيص بموجب قانون المواد الخاضعة للرقابة بسبب علاقته بالقنب كدواء، ويجب أن تلتزم أي منتجات مستوردة بسياسة عدم التسامح مطلقًا. يسمح قانون الزراعة لعام 2014 للجامعات ودوائر الزراعة على مستوى الولاية بزراعة القنب للبحث في إمكاناته الصناعية. في ديسمبر 2018 سُمح بزراعة القنب في الولايات المتحدة بموجب القانون الفيدرالي بعد إدراج قانون زراعة القنب في مشروع قانون المزرعة لعام 2018 الذي تم إقراره.
بصفته مخدرًا نفسانيًا لا يزال القنب يحظى بتأييد واسع النطاق بين مستخدمي الطب الترفيهي والطبي في الولايات المتحدة. اعتبارًا من عام 2020 قامت خمس عشرة ولاية وإقليمان أمريكيان ومقاطعة كولومبيا بإضفاء الشرعية على الاستخدام الترفيهي للقنب. قامت خمس وثلاثون ولاية وأربعة أقاليم أمريكية والعاصمة بإضفاء الشرعية على الاستخدام الطبي للعقار. فشلت الجهود المتعددة لإعادة جدولة القنب بموجب قانون المواد الخاضعة للرقابة، وحكمت المحكمة العليا للولايات المتحدة في قضية الولايات المتحدة ضد تعاونية مشتري القنب في أوكلاند بأن الحكومة الفيدرالية لها الحق في تنظيم وتجريم الحشيش سواء أكان طبيًا أم ترفيهيًا. نتيجة لذلك تم ترخيص مستوصفات القنب من قبل كل ولاية، تبيع هذه الشركات منتجات القنب التي لم تتم الموافقة عليه من قبل إدارة الغذاء والدواء الأمريكية، كما أنها غير مسجلة قانونًا لدى الحكومة الفيدرالية لبيع المواد الخاضعة للرقابة. على الرغم من عدم الموافقة على القنب، تدرك إدارة الغذاء والدواء الفوائد المحتملة ووافقت على عقارين تحتويان على مكونات الماريجوانا.
ضعفت قدرة الولايات على تنفيذ سياسات تقنين القنب بعد أن ألغى المدعي العام الأمريكي جيف سيشنز مذكرة كول في 4 يناير 2018 وأصدر مذكرة جديدة توعز إلى المدعين العامين الأمريكيين بفرض القانون الفيدرالي المتعلق بالماريجوانا. حثت مذكرة كول الصادرة عن نائب المدعي العام السابق جيمس كول في عام 2013 المدعين الفيدراليين على الامتناع عن استهداف عمليات الماريجوانا القانونية. فيما يتعلق بالاستخدام الطبي للقنب، لا يزال تعديل تعديل روهراباشر- فار ساري المفعول لحماية أنشطة القنب الطبية القانونية للدولة من إنفاذ القانون الفيدرالي.

## الاستعمال
أكد روجر روفمان أستاذ العمل الاجتماعي بجامعة واشنطن في يوليو 2013 أن «ما يقرب من 3.6 مليون أمريكي مستخدمون يوميًا أو شبه يومي للقنب». بيتر رويتر الأستاذ في كلية السياسة العامة وقسم قال علم الجريمة في جامعة ماريلاند في كوليدج بارك يقول إن «تجربة الماريجوانا كانت لفترة طويلة جزءًا طبيعيًا من النمو في الولايات المتحدة، حوالي نصف السكان المولودين منذ عام 1960 جربوا العقار في سن 21». وجدت دراسة استقصائية لمنظمة الصحة العالمية أن الولايات المتحدة هي أكبر مستهلك للماريجوانا للأفراد في العالم. أشارت الدراسة الاستقصائية الوطنية لعام 2007 حول تعاطي المخدرات والصحة التي أعدتها وزارة الصحة والخدمات الإنسانية الأمريكية إلى أن 14.4 مليون مواطن أمريكي فوق سن 12 عامًا قد تعاطوا الماريجوانا في غضون شهر. وجد استطلاع عام 2008 أن 35 مليون أمريكي كانوا على استعداد لإخبار ممثلي الحكومة أنهم استخدموا الماريجوانا في العام الماضي.
وفقًا للمسح الوطني لعام 2001 حول تعاطي المخدرات والصحة من قبل إدارة خدمات إساءة استخدام العقاقير والصحة العقلية، وهي فرع من وزارة الصحة والخدمات الإنسانية الأمريكية، فقد استخدم 41.9 ٪ (أكثر من 2 من 5) من جميع الأمريكيين الذين يبلغون من العمر 12 عامًا أو أكبر القنب في مرحلة ما من حياتهم، بينما أبلغ 11.5٪ (حوالي 1 من 9) عن استخدامه «هذا العام».
يعد الاستخدام الطبي سببًا شائعًا لاستخدام الماريجوانا. وفقًا للمعهد الوطني لتعاطي المخدرات: «يشير مصطلح الماريجوانا الطبية إلى استخدام نبات الماريجوانا غير المعالج بالكامل أو مستخلصاته الأساسية لعلاج مرض أو أعراض». ومع ذلك فإن إدارة الغذاء والدواء الأمريكية لم توافق رسميًا على الماريجوانا كدواء.

## الأبحاث
المركز الوطني لأبحاث المنتجات الطبيعية في أكسفورد ميسيسيبي هو المرفق الوحيد في الولايات المتحدة المرخص اتحاديًا من قبل إدارة مكافحة المخدرات لزراعة الحشيش للبحث العلمي. المرفق هو جزء من كلية الصيدلة في جامعة ميسيسيبي، ويزرع القنب من خلال عقد مع المعهد الوطني لتعاطي المخدرات، والذي يوفر له الحشيش.
رفضت الحكومة الفيدرالية حتى الآن منح أي تراخيص أخرى لزراعة الحشيش، الأمر الذي كان له تأثير معيق على كمية الأبحاث التي أجريت. تم انتقاد القنب الذي يوفره المركز من قبل الباحثين لعدة أسباب، بما في ذلك الكميات الكبيرة من السيقان والبذور، ومستويات عالية من العفن والخميرة، ومحتوى منخفض من رباعي هيدرو كانابينول، وتنوع منخفض من السلالات المتاحة. كما تعرض المركز لانتقادات بسبب طول الفترة الزمنية التي يستجيب فيها للمقترحات، ولتفضيلها البحث عن الأضرار التي يسببها القنب على البحث في الفوائد الصحية للقنب. في أغسطس 2016 أعلنت إدارة مكافحة المخدرات عن نيتها منح تراخيص زراعة إضافية، ولكن اعتبارًا من يوليو 2017 تم تقديم 25 طلبًا إلى إدارة مكافحة المخدرات ولم تتم الموافقة على أي منها، مع عدم وجود جدول زمني قدمته إدارة مكافحة المخدرات للموافقة على أي تراخيص.
تتطلب الأبحاث التي أجريت على القنب أيضًا ترخيصًا من إدارة مكافحة المخدرات (خاصة بأدوية الجدول الأول)، وموافقة إدارة الغذاء والدواء أيضًا. قبل عام 2015 تطلب البحث أيضًا موافقة من دائرة الصحة العامة الأمريكية، ولكن تم إلغاء هذا المطلب لجعل الموافقة على أبحاث القنب أقل صعوبة. دعت العديد من المنظمات الطبية في الولايات المتحدة إلى تخفيف القيود المفروضة على أبحاث القنب بشكل أكبر، بما في ذلك الأكاديمية الأمريكية لأطباء الأسرة، والجمعية الأمريكية لعلم النفس، وجمعية السرطان الأمريكية، والأكاديمية الأمريكية لطب الأطفال، وجمعية الممرضات الأمريكية.

## الجريمة
الغالبية العظمى من اعتقالات القنب كانت بسبب حيازتها. في عام 1997 تمت إدانة الغالبية العظمى من السجناء في سجون الولاية بسبب الإدانات المتعلقة بالماريجوانا بجرائم أخرى غير الحيازة البسيطة.
وفقًا لتقرير الجريمة الموحد السنوي لمكتب التحقيقات الفيدرالي تم القبض على أكثر من اثني عشر مليونًا من متعاطي القنب في الولايات المتحدة منذ عام 1996، بما في ذلك 749.825 شخصًا بسبب انتهاكات الماريجوانا في عام 2012. من بين المتهمين بانتهاكات الماريجوانا في عام 2012 حوالي 658.231 (88٪) اتهموا بالحيازة فقط. أما الـ 91.593 فردًا الباقون فقد اتُهموا بـ «البيع أو التصنيع»، وهي فئة لا تميز بين جرائم الزراعة، حتى تلك التي كانت تزرع فيها الماريجوانا للاستخدام الشخصي أو الطبي. تشكل اعتقالات الماريجوانا ما يقرب من النصف (48.3 بالمائة) من جميع اعتقالات المخدرات المبلغ عنها في الولايات المتحدة. وفقًا لاتحاد الحريات المدنية الأمريكية كان هناك 8.2 مليون حالة اعتقال للماريجوانا من عام 2001 إلى عام 2010، وكان 88٪ من تلك الاعتقالات لمجرد تناول الماريجوانا.

## الاستطلاعات
بدأت غالوب في استطلاعات الرأي حول مسألة تقنين الحشيش في عام 1969، في ذلك العام كان هناك 12٪ مؤيدين. أظهر استطلاع غالوب لعام 2017 ارتفاعًا قياسيًا بلغ 64٪ لصالح تقنين الحشيش، بما في ذلك غالبية الجمهوريين لأول مرة. في عام 2018 ارتفع نفس الاستطلاع إلى مستوى جديد تمامًا بلغ 68٪، مما يدل على أن الغالبية العظمى من الأمريكيين يفضلون تقنين الماريجوانا الترفيهية.
وفقًا لمسح أجراه مركز بيو للأبحاث عام 2013 فضل غالبية الأمريكيين التقنين الكامل أو الجزئي للقنب. أظهر الاستطلاع أن 52٪ من المستجيبين يؤيدون تقنين القنب وحوالي 45 ٪ لا يؤيدون ذلك. ازداد دعم خريجي الجامعات من 39٪ إلى 52٪ في ثلاث سنوات فقط، وزاد دعم الجمهوريين المحافظين المحددين ذاتيًا (مجموعة لا تدعم تقنين القنب تقليديًا) إلى ما يقرب من 30٪، وزاد دعم الحزبين في جميع المجالات. أظهرت نسخة 2018 من الاستطلاع أن الدعم الشعبي قد ارتفع إلى 61٪.
تغيرت المواقف فيما يتعلق بتنظيم الماريجوانا حيث أصدرت بعض الولايات (كولورادو وواشنطن وأوريجون وماين وألاسكا) قوانينها الخاصة التي تقنن الماريجوانا للاستخدام الترفيهي. وفقًا لاستطلاع رأي أجرته مؤسسة غالوب نُشر في ديسمبر 2012 يعتقد 64٪ من الأمريكيين أنه يجب على الحكومة الفيدرالية ألا تتدخل في هذه الولايات.
وجدت دراسة أجريت عام 2018 في أبحاث العلوم الاجتماعية أن المحددات الرئيسية لهذه التغييرات في المواقف تجاه تنظيم الماريجوانا منذ تسعينيات القرن الماضي كانت انخفاض الإدراك لمخاطر الماريجوانا، والتغيرات في التأطير الإعلامي للماريجوانا، وانخفاض العقوبة العامة، وانخفاض في الانتماء الديني.
تم تقنين الماريجوانا على أنه شائع جدًا في عام 2019 وفقًا لثلاثة استطلاعات رأي وطنية كبرى. في الواقع تشير الأبحاث إلى أن المجتمعات التي تستخدم الماريجوانا بشكل قانوني وترفيهي قد شهدت ارتفاع قيم المنازل بسرعة أكبر من المجتمعات التي يظل فيها الاستخدام الترفيهي غير قانوني.